# 陽光台 (君津市)
陽光台（ようこうだい）は、千葉県君津市の地名。現行行政地名は陽光台1丁目から3丁目。郵便番号は299-1166。

## 地理
市内北西部の小糸川下流右岸、JR内房線の北側に位置する。地内は君津市中心部から木更津市南部にわたって広がる市街地の一部で、東端に山林があるほかは住宅地である。
北で木更津市畑沢南、東で北子安および久保（飛地）、南で北久保・高坂、西で坂田とそれぞれ接する（特記ないものは君津市）。
地内西側に1丁目、南東側に2丁目、北東側に3丁目が所在する。

## 統計
|             | 世帯数 | 人口  | 地図                                 |
| ----------- | ------ | ----- | ------------------------------------ |
| 陽光台1丁目 | 420    | 880   | 北緯35度20分5.3秒 東経139度54分8.2秒 |
| 陽光台2丁目 | 185    | 405   | 北緯35度20分4.8秒 東経139度54分20秒  |
| 陽光台3丁目 | 120    | 276   | 北緯35度20分13.6秒 東経139度54分25秒 |
| 計          | 725    | 1,561 |                                      |

1. ↑  “平成29年君津市人口”.   君津市 (2017年11月8日). 2017年11月20日閲覧。
2. ↑  単位：世帯
3. ↑  単位：人

## 小・中学校の学区
市立小・中学校に通う場合、学区は以下の通りとなる。
| 丁目        | 番地 | 小学校             | 中学校               |
| ----------- | ---- | ------------------ | -------------------- |
| 陽光台1丁目 | 全域 | 君津市立周西小学校 | 君津市立周西南中学校 |
| 陽光台2丁目 | 全域 | 君津市立周西小学校 | 君津市立周西南中学校 |
| 陽光台3丁目 | 全域 | 君津市立周西小学校 | 君津市立周西南中学校 |

## 交通
地内を通る鉄道路線はない。最寄駅は内房線君津駅。

### バス
- 日東交通
  - 君津市内循環線 君津駅北口 - 陽光台 - 君津製鐵所 - 大和田 - 君津駅北口 - 君津市役所 - 八重原社宅（循環ルート）
  - 畑沢線 君津駅南口行・木更津駅西口行（君津中央病院経由）
  - イオンモール木更津線君津駅南口行き・イオンモール木更津行・木更津駅西口行   （イオンモール木更津経由）

## 施設
陽光台1丁目
- 陽光台西公園[5]

陽光台2丁目
- 陽光台中央公園[5]

陽光台3丁目
- 陽光台東公園[5]
- 陽光台自治会館

公立小学校の学区は全域で君津市立周西小学校、公立中学校は君津市立周西南中学校。